# Olpe (Germania)
Olpe (24 677 abitanti) è una città della Germania centrale, situata nel land della Renania Settentrionale-Vestfalia, capoluogo dell'omonimo circondario.
Olpe si fregia del titolo di "Media città di circondario" (Mittlere kreisangehörige Stadt).